# Sibilla Di Vincenzo
Sibilla Di Vincenzo (Lanciano, 22 gennaio 1983) è una marciatrice italiana.
In carriera ha vinto 21 titoli italiani: 7 assoluti, 10 giovanili e 4 universitari.
Vanta 5 presenze con la Nazionale assoluta, tra cui gli Europei di Barcellona 2010 e la Coppa del mondo di marcia di Saransk 2012.

## Biografia
Dal 2002 al 2012 è stata allenata dal primatista assoluto azzurro Vittorio Visini.
Ora è allenata da Rodolfo Macchia.
Nel 2000 ha vinto il suo primo titolo italiano giovanile con la marcia 4000 m ai campionati nazionali allieve.
Medaglia di bronzo negli 8 km di corsa di strada juniores nel 2001.
Tripletta di titoli italiani juniores nel 2002: 3 km indoor, 5000 m outdoor e 20 km su strada; vicecampionessa italiana juniores sugli 8 km di corsa su strada.
Ha gareggiato ai Mondiali juniores di Kingston (Giamaica) giungendo 17ª sui 10 km.
Tris di titoli italiani promesse nel 2003: 3 km indoor (quinta agli assoluti al coperto), mezza maratona, 5 km outdoor e 20 km su strada.
Gareggia con la maglia azzurra in occasione dell'Incontro internazionale Catalogna-Inghilterra-Italia tenutosi in Spagna a Barcellona e terminando nell'occasione al quarto posto.
Stagione agonistica 2004 col doppio titolo nazionale sui 5 km outdoor agli universitari ed ai campionati promesse, quinto posto agli assoluti di Firenze.
Poker di titoli italiani nel 2005: promesse indoor sui 3 km indoor (bronzo agli assoluti al coperto), universitari, promesse ed assoluti sui 5 km (primo titolo assoluto in carriera).
Ad Erfurt in Germania, agli Europei under 23, ha gareggiato sui 20 km, ma è stata squalificata.
Era iscritta sui 3 km agli assoluti indoor di Ancona 2006, ma non ha gareggiato.
Era iscritta sui 5 km agli assoluti di Torino, ma non ha gareggiato; sulla stessa distanza ai nazionali universitari è stata squalificata.
Campionessa nazionale universitaria sui 5 km nel 2007, sesto posto agli assoluti indoor sui 3 km; era iscritta sui 5 km agli assoluti di Padova, ma non ha gareggiato.
Tre medaglie, ciascuna di un metallo diverso, ai campionati italiani 2008: oro sui 5 km assoluti, argento nella stessa distanza agli universitari e bronzo sui 3 km agli assoluti indoor.
Doppietta di titoli nazionali nel 2009 sui 5 km agli universitari ed agli assoluti; vicecampionessa assoluta nei 3 km indoor e sesta classificata nella marcia 20 km su strada.
Tripletta di titoli italiani assoluti di marcia nel 2010: 3 km indoor, 5 km outdoor e 20 km su strada.
Sui 20 km, il suo primato è di 1:32'10, ottenuto vincendo il 10 aprile del 2010 in un Incontro internazionale di marcia (suo esordio con la Nazionale assoluta) a Poděbrady in Repubblica Ceca.

Ha preso parte agli Europei di Barcellona (Spagna), non concludendo la prova a causa di una squalifica.
Campionessa assoluta indoor sui 3 km nel 2011; era iscritta sui 10 km agli assoluti di Torino, ma non ha gareggiato.
Era iscritta sui 3 km agli assoluti indoor di Ancona 2012, ma non ha gareggiato; vicecampionessa nei 10 km su strada agli assoluti di Bressanone.
Ha vinto, come nel 2010, a Poděbrady in Repubblica Ceca nell'Incontro internazionale. .

Nella Coppa del mondo di marcia a Saransk (Russia) è arrivata 21ª nell'individuale e 5ª nella classifica a squadre.
2013, medaglia d'argento agli assoluti di marcia 20 km su strada e doppia squalifica agli assoluti indoor (3 km)-outdoor (10000 m) outdoor.
Medaglia di bronzo agli assoluti indoor nel 2014 sui 3 km e squalificata sui 10000 m agli assoluti.
Doppia squalifica agli assoluti indoor (3 km)-outdoor (10000 m) del 2015.

## Curiosità
- Ha centrato per una volta un poker di titoli italiani vinti nell'arco di un anno (2005), tre volte una tripletta (2002, 2003, 2010) e due volte una doppietta (2004, 2009).
- Per 4 anni di fila (dal 2003 al 2005) ha vinto almeno 2 titoli italiani all'anno.
- Con la Fondiaria Sai Atletica è stata 6 volte di fila, dal 2003 al 2008 (il periodo di militanza con la società romana), campionessa italiana di società.

## Progressione

### Marcia 3000 metri indoor
| Stagione | Tempo    | Luogo  | Data      | Rank. Mond. |
| -------- | -------- | ------ | --------- | ----------- |
| 2014     | 13'16"73 | Ancona | 22-2-2014 |             |
| 2011     | 12'42"61 | Ancona | 19-2-2011 |             |
| 2010     | 12'42"15 | Ancona | 27-2-2010 |             |
| 2009     | 12'55"72 | Torino | 21-2-2009 |             |
| 2008     | 13'01"64 | Genova | 23-2-2008 |             |
| 2007     | 14'12"80 | Ancona | 17-2-2007 |             |

### Marcia 5000 metri
| Stagione | Tempo    | Luogo    | Data      | Rank. Mond. |
| -------- | -------- | -------- | --------- | ----------- |
| 2015     | 22'58"96 | Teramo   | 4-7-2015  |             |
| 2014     | 22'05"00 | Teramo   | 6-7-2014  |             |
| 2013     | 21'53"42 | Teramo   | 6-7-2013  |             |
| 2012     | 22'11"14 | Vicenza  | 19-5-2012 |             |
| 2011     | 21'21"29 | Sulmona  | 24-9-2011 |             |
| 2010     | 21'33"28 | Marcon   | 15-5-2010 |             |
| 2009     | 22'21"00 | Caorle   | 26-9-2009 |             |
| 2008     | 21'46"02 | Cagliari | 20-7-2008 |             |
| 2007     | 22'58"85 | Palermo  | 29-9-2007 |             |

### Marcia 20 km su strada
| Stagione | Tempo   | Luogo          | Data       | Rank. Mond. |
| -------- | ------- | -------------- | ---------- | ----------- |
| 2013     | 1:37'39 | Molfetta       | 1-6-2013   |             |
| 2012     | 1:32'30 | Latina         | 29-1-2013  |             |
| 2011     | 1:32'49 | Chiasso        | 2-10-2011  |             |
| 2010     | 1:32'10 | Poděbrady      | 10-4-2010  |             |
| 2009     | 1:37'29 | Scanzorosciate | 18-10-2009 |             |

## Palmarès
| Anno | Manifestazione    | Sede       | Evento         | Risultato | Prestazione | Note  |
| ---- | ----------------- | ---------- | -------------- | --------- | ----------- | ----- |
| 2002 | Mondiali juniores | Kingston   | Marcia 10000 m | 17ª       | 52'22"77    | [ 1 ] |
| 2005 | Europei under 23  | Erfurt     | Marcia 20 km   | Finale    | dq          | [ 2 ] |
| 2010 | Europei           | Barcellona | Marcia 20 km   | Finale    | dq          | [ 3 ] |

## Campionati nazionali
- 1 volta campionessa assoluta di marcia 20 km su strada (2010)
- 4 volte campionessa assoluta di marcia 5 km (2005, 2008, 2009, 2010)
- 2 volte campionessa assoluta indoor di marcia 3 km (2010, 2011)
- 4 volte campionessa universitaria di marcia 5 km (2004, 2005, 2007, 2009)
- 2 volte campionessa promesse indoor di marcia 3 km (2003, 2005)
- 3 volte campionessa promesse di marcia 5 km (2003, 2004, 2005)
- 1 volta campionessa promesse di mezza maratona (2003)
- 1 volta campionessa juniores di marcia 20 km su strada (2002)
- 1 volta campionessa juniores di marcia 5000 m (2002)
- 1 volta campionessa juniores indoor di marcia 3 km (2002)
- 1 volta campionessa allieve di marcia 4000 m (2000)

2000
- Oro ai Campionati italiani allievi e allieve, (Viareggio), Marcia 4000 m - 19'40

2001
- Bronzo ai Campionati italiani juniores di corsa su strada, (Aversa), 8 km

2002
- Oro ai Campionati italiani allievi-juniores-promesse indoor, (Ancona), 3 km - 14'00"77[4]
- Oro ai Campionati italiani juniores e promesse, (Milano), Marcia 5 km
- Oro ai Campionati italiani juniores e promesse, (Grosseto), Marcia 20 km su strada - 1:45'24[5]
- Argento ai Campionati italiani juniores di corsa su strada, (Udine), 8 km

2003
- Oro ai Campionati italiani allievi-juniores-promesse indoor, (Ancona), Marcia 3 km - 14'01"69[6]
- 5ª ai Campionati italiani assoluti indoor,
(Genova), Marcia 3 km - 13'46"35[6]
- Oro ai Campionati italiani promesse di mezza maratona, (Arezzo), Mezza maratona - 1:19'43[7][8]
- Oro ai Campionati italiani juniores e promesse, (Grosseto), Marcia 5 km[9]

2004
- Oro ai Campionati nazionali universitari, (Camerino), Marcia 5 km - 22'48"00[10]
- Oro ai Campionati italiani juniores e promesse, (Rieti), Marcia 5 km[9]
- 5ª ai Campionati italiani assoluti,
(Firenze), Marcia 5 km - 22'38"28[11]

2005
- Oro ai Campionati italiani allievi-juniores-promesse indoor, (Genova), Marcia 3 km - 13'00"43[12]
- Bronzo ai Campionati italiani assoluti indoor, (Ancona), Marcia 3 km - 12'49"94[12]
- Oro ai Campionati nazionali universitari,
(Catania), Marcia 5 km - 23'10"21[13]
- Oro ai Campionati italiani juniores e promesse, (Grosseto), Marcia 5 km - 22'26"69[13]
- Oro ai Campionati italiani assoluti,
(Bressanone), Marcia 5 km - 22'17"60[13]

2006
- In finale ai Campionati nazionali universitari, (Desenzano del Garda), Marcia 5 km - dq[14]

2007
- 6ª ai Campionati italiani assoluti indoor,
(Ancona), Marcia 3 km - 14'12"80[15]
- Oro ai Campionati nazionali universitari,
(Jesolo), Marcia 5 km - 23'18"07[16]

2008
- Bronzo ai Campionati italiani assoluti indoor, (Genova), Marcia 3 km - 13'01"64[17]
- Argento ai Campionati nazionali universitari,
(Pisa), Marcia 5 km - 23'28"55[18]
- Oro ai Campionati italiani assoluti,
(Cagliari), Marcia 5 km - 21'46"02[19]

2009
- Argento ai Campionati italiani assoluti indoor, (Torino), Marcia 3 km - 12'55"72[20]
- Oro ai Campionati nazionali universitari,
(Lignano Sabbiadoro), Marcia 5 km - 22'45"20[21]
- Oro ai Campionati italiani assoluti,
(Milano), Marcia 5 km - 22'47"53[22]
- 6ª ai Campionati italiani assoluti di marcia 20 km su strada, (Borgo Valsugana),
Marcia 20 km su strada - 1:41'59[23]

2010
- Oro ai Campionati italiani assoluti indoor,
(Ancona), Marcia 3 km - 12'42"15[24]
- Oro ai Campionati italiani assoluti,
(Grosseto), Marcia 5 km - 22'42"00[25]
- Oro ai Campionati italiani assoluti,
(Molfetta), Marcia 20 km su strada - 1:34'39[26]

2011
- Oro ai Campionati italiani assoluti indoor,
(Ancona), Marcia 3 km - 12'42"61[27]

2012
- Argento ai Campionati italiani assoluti, (Bressanone), Marcia 10 km su strada - 45'25[28]

2013
- In finale si Campionati italiani assoluti indoor, (Ancona), Marcia 3 km - dq[29]
- Argento ai Campionati italiani assoluti
di marcia 20 km su strada, (Molfetta),
Marcia 20 km su strada - 1:37'39[30]
- In finale ai Campionati italiani assoluti,
(Milano), Marcia 10 km - dq[31]

2014
- Bronzo ai Campionati italiani assoluti indoor, (Ancona), Marcia 3 km - 13'16"73[32]
- In finale ai Campionati italiani assoluti,
(Rovereto), Marcia 10 km - dq[33]

2015
- In finale ai Campionati italiani assoluti indoor, (Padova), Marcia 3 km - dq[34]
- In finale ai Campionati italiani assoluti,
(Torino), Marcia 10 km - dq[35]

2017
- Bronzo ai Campionati italiani assoluti indoor,
(Ancona), Marcia 3000 m - 12'08"83[36]

## Altre competizioni internazionali
2002
- Oro all'Incontro internazionale juniores Gran Bretagna-Italia-Spagna, ( Gorizia),
5 km - 22'38"80[1]

2003
- 4ª nell'Incontro internazionale Catalogna-Inghilterra-Italia, ( Barcellona), 5 km - 24'43"78[37]

2004
- Oro all'Incontro internazionale under 23 Gran Bretagna-Germania-Italia, ( Manchester),
3 km - 13'08"13[38]

2010
- Oro nell'Incontro internazionale con 10 nazioni (CZE, BLR, FRA, NLD, HUN, ITA, LTU, SUI, SVK, SWE), ( Poděbrady),
Marcia 20 km su strada - 1:32'10[3]
- Oro nell'Incontro internazionale con 10 nazioni,
( Poděbrady), Classifica a squadre[39]

2011
- In finale nell'Incontro internazionale con 9 nazioni (BLR, CZE, ESP, HUN, ITA, LTU, SUI, SVK, SWE),
( Poděbrady), Marcia 20 km su strada - dq[40]

2012
- Oro nell'Incontro internazionale con 11 nazioni (CZE, BLR, FRA, ITA, GBR, GER, GRE, SUI, SVK, SWE, UKR), ( Poděbrady),
Marcia 20 km su strada - 1:34'16[41]
- Oro nell'Incontro internazionale con 11 nazioni,
( Poděbrady), Classifica a squadre[42]
- 21ª nella Coppa del mondo di marcia, ( Saransk), Marcia 10 km su strada - 45'54[41]
- 5ª nella Coppa del mondo di marcia, ( Saransk), Classifica a squadre - 42 punti[43]